# Alfons III av Portugal
Alfons III av Portugal (portugisiska: Dom Afonso III), född 1210 i Coimbra, död 1279 i Lissabon, var kung av Portugal 1248–1279.
Han var son till kung Alfons II av Portugal och drottning Urraca av Kastilien, och bror till Sancho II av Portugal. Gift med Beatrice av Kastilien.
Alfons III tillhörde huset Burgund.